# Siegauen-Tunnel
Der Siegauen-Tunnel (vereinzelt auch Niederpleis-Tunnel) ist ein zweigleisiger Tunnel der Schnellfahrstrecke Köln–Rhein/Main. Seine Errichtung gilt als der schwierigste Bauabschnitt der ganzen Neubaustrecke. Er unterquert dabei die Aue der Sieg und trägt daher seinen Namen.
Der Tunnel zählt zum 5120 m langen Bauabschnitt 2.4 der Neubaustrecke, der im Mai 1998 von der DB ProjektBau in funktionaler Leistungsausschreibung an die Ed Züblin AG vergeben wurde.

## Verlauf
Die Röhre unterquert, von Nord nach Süd, die Siegaue, die Sieg, die A 560, einen Teil von Niederpleis mit dem Gemeindezentrum Sankt Martinus, einer Pfarrkirche und einem Friedhof und die Pleisbachaue zwischen Siegburg und Sankt Augustin. Das Bauwerk unterquert darüber hinaus vier Gasdruckleitungen.
Der Tunnel hat eine Länge von 2502 Metern. An die Röhre schließen sich nördlich 491 Meter und südlich 463 Meter lange Trogbauwerke an. Der Tunnel hat eine Höhe von 8 Metern und eine Breite von 12,30 Metern. Seine tiefste Stelle erreicht er unter der A 560, seine größte Überdeckung mit 14 Metern unter der Kirche St. Martinus.
Die Röhre nimmt zwei Gleise in Fester Fahrbahn auf. Im nördlichsten Tunnel der Neubaustrecke liegt die zulässige Geschwindigkeit im nördlichen Bereich bei 250 km/h, im südlichen Abschnitt bei 300 km/h.
Nördlich der Röhre endet die Neubaustrecke mit dem Bahnhof Siegburg/Bonn. Südlich des Bauwerks trifft die Strecke auf die Bundesautobahn 3, deren Verlauf sie bis Frankfurt Flughafen weitgehend folgt.
Der Tunnel wurde im Jahre 2000 fertiggestellt.

### Geologie
Der Tunnel liegt im Übergangsbereich von Kölner Bucht und Mittelrheingebiet, im Übergang der Sieg-Niederung in das Pleiser Hügelland. Unterfahren werden im Wesentlichen Bodenschichten von Auffüllungen (überwiegend Kies und Sand, nicht künstlich), quartäre (überwiegend schluffige Kiese und Sande) und tertiäre (mit unterschiedlich hohen Feinsandanteilen sowie bis zu ein Meter dicken Bändern von Braunkohle) Schichten.

## Geschichte

### Hintergrund
Der Tunnel war in der ursprünglichen Planung nicht vorgesehen und geht auf örtliche Forderungen zurück. Anfänglich sollte an seiner Stelle nur eine Brücke gebaut werden. So sah die Anfang 1992 vorliegende Trasse noch keinen Tunnel im Bereich von Siegburg vor. Die in das Raumordnungsverfahren eingebrachte Trasse sah eine oberirdische Trasse mit zwei aufeinander folgenden Brücken südlich der Autobahn 560 vor. Das Regierungspräsidium Köln hielt diese Lösung aufgrund der damit verbundenen Landschaftszerschneidung für nicht genehmigungsfähig und forderte eine weitgehend unterirdische Lösung.
Ende 1995 sah die Planung einen Tunnel von 985 m Länge vor.
Insgesamt wurde die geplante Tunnelstrecke im Rahmen des Planfeststellungsverfahrens zweimal verlängert. Im Rahmen der am 27. Mai 1997 beschlossenen Konsenstrasse zwischen Regierungsbezirk, Kreis, Gemeinden und der DB ProjektBau wurde die Röhre zunächst um 1027 m verlängert und die Gradiente tiefergelegt. Diese Verlängerung auf 2202 m, die Tieferlegung und mit einer geringeren Steigung zurück an die Oberfläche geführte Gradiente sollten dem Schutz des Naherholungsgebietes Pleisbachtal dienen. Auch Ende 1997 waren 2202 m noch Stand der Planung.
Der Planfeststellungsbeschluss für den Abschnitt mit dem Tunnel erging Anfang 1998. Mitte 1999 lag die geplante Länge des Tunnels bei 2.502 m. Dies entspricht der heutigen Länge.

### Bau
1998 lief der Vortrieb eines Pilotstollens. Das Bauwerk von 2,8 m Durchmesser und 355 m Länge wurde vorgepresst.
Der offizielle Baubeginn wurde Anfang Juli 1999 gefeiert. Die Tunnelpatenschaft hatte Anke Riefers, Bürgermeisterin der Stadt Sankt Augustin übernommen. Anschließend hatten Bürger aus der Umgebung die Gelegenheit, die ersten vorgetriebenen Meter zu begehen.
Auf einer Länge von 2132 m wurde der Tunnel in offener Bauweise errichtet. Südlich der Sieg-Unterquerung wurde ein 370 m langer Abschnitt zwischen der Unterquerung der A 560 bis hinter der Straße Am Kirchenberg in bergmännischer Bauweise vorgetrieben. Auf Vorschlag des Auftragnehmers kam dabei ein Ulmenstollenvortrieb zum Einsatz. In diesem Abschnitt lag die Überdeckung zwischen 12 und 15 m.
Mittels eines Pilotstollens von 2,8 m Durchmesser und 355 m Länge wurde im Vortriebsbereich das Grundwasser um bis zu fünf Meter abgesenkt. Trotz dieser Maßnahme führte der hohe Wasserdruck unter der A 560, in Verbindung mit einer undichten Spundwand, zur Bildung eines Hohlraumes, in dessen Folge sich ein handgroßes Stück Beton gelöst hatte und Wasser und Sand in die Tunnelröhre eindrangen. Dadurch musste die Fernstraße für vier Tage gesperrt werden. Es war der einzige Wassereinbruch der 30 Tunnelbaustellen. Mit flüssigem Stickstoff wurde das Wasser im Erdreich verfestigt. Die −196 Grad Celsius kalte Substanz wurde durch Rohre gepumpt und vereiste das umgebende Erdreich und Wasser. Der Boden konnte daraufhin mit Baggern abgetragen werden. Insgesamt wurden 1,5 Mio. m³ flüssiger Stickstoff aufgewendet.
Der Siegauentunnel ist darüber hinaus die einzige Röhre der Neubaustrecke, bei der ein Druckluftverfahren, auf einer Länge von 155 Metern, zur Anwendung kam; der Druck in der Röhre wurde dabei um bis zu ein Bar erhöht, um das umgebende Grundwasser zurückzuhalten. Dazu wurde eine 1,30 m starke Wand verschlossen und mit Schleusen ausgestattet.
Die 14 bis 23 Meter tiefen und rund 17 Meter breiten Baugruben konnten aufgrund Platzmangels zumeist nicht geböscht angelegt werden. Im Bereich des quartären Kieses und Sandes wurde ein wasserdichter Verbau mit Rückverankerungen durchgeführt. In tertiären Tonen erfolgte die Ausführung eines wasserdurchlässigen Verbaus, der ausgesteift war, da das Risiko von Erdankern als zu hoch bewertet wurde.
Am 28. September 2000 erfolgte am Siegauentunnel der letzte Durchstich eines in bergmännischer Bauweise errichteten Tunnels der Schnellfahrstrecke. Dabei ließ die Tunnelpatin symbolisch den Druck ab; anschließend wurde die zum Schutz des Druckluftvortriebs angelegte Betonwand durchstoßen. Ein Mineur überreichte der Tunnelpatin eine Statue der Heiligen Barbara. In seiner Festansprache sagte der Projektleiter, der Tunnel sei „bergmännisch das anspruchsvollste Bauwerk der gesamten Strecke“ gewesen. Der Vortrieb sei ohne gravierende Unfälle verlaufen.
Innenschale und Fahrbahn wurden im Frühjahr 2001 fertiggestellt. Es war die letzte Fertigstellung eines bergmännischen vorgetriebenen Tunnels an der Neubaustrecke. Im Frühjahr 2001 liefen noch Gleisbauarbeiten.
Für den Bau des Tunnels wurde die Sieg auf einer Länge von 150 m vorübergehend verlegt. Das im September 1999 gestaltete provisorische Flussbett wurde beibehalten, als die Abdichtung des vorübergehend trockengelegten Abschnitts ab 4. Oktober 2000 entfernt wurde. Dadurch ist das Flussbett an dieser Stelle 60 statt vormals rund 35 m breit. Im Rahmen eines Landesprogramms sollten in diesem Abschnitt bedrohte Arten angesiedelt werden, um von den reduzierten Fließgeschwindigkeiten zu profitieren.
Rund 4000 Menschen nutzten Anfang 2001 im Rahmen eines Tags des offenen Tunnels die Gelegenheit, das Bauwerk zu Fuß zu besichtigen.
Insgesamt verbaut wurden rund 175.000 m³ Beton, etwa 19.000 t Bewehrungsstahl, rund 16.000 m² Spundwände, zirka 30.000 m² Rammträgerverbau und etwa 26.000 m² Pfahlwände. Für einen Bahndamm wurden rund 150.000 m³ Boden verwendet. Insgesamt wurden 750.000 m³ Baugrund ausgehoben. Ein Teil des Tunnelaushubs wurde entlang der A 3 aufgeschüttet und anschließend begrünt.

#### Siegquerung

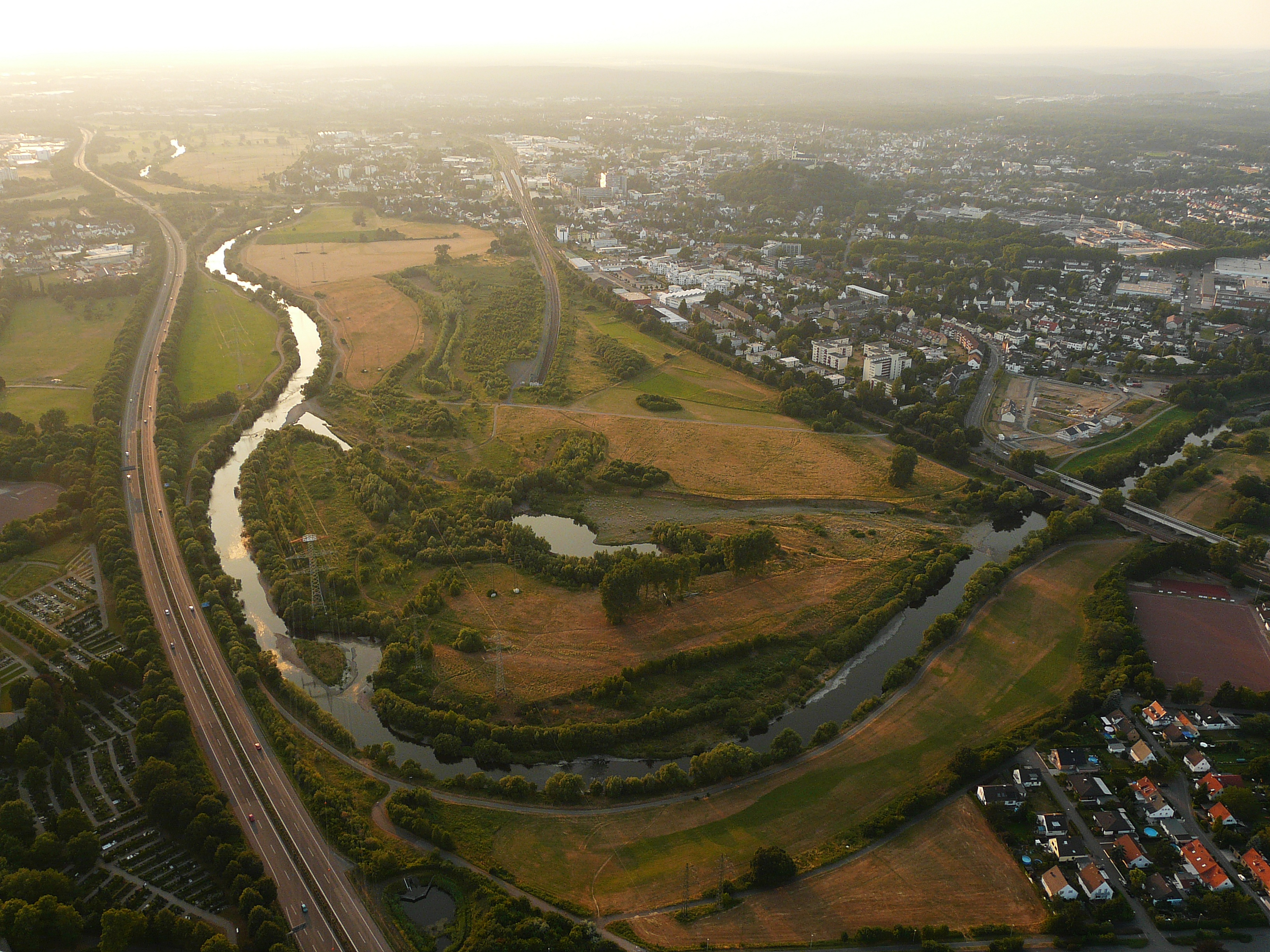
Luftaufnahme des Nordportals des Tunnels mit Sieg, A560 und dem Niederpleiser Friedhofs. Zu erkennen ist außerdem das für den Bau angelegte, provisorische Flussbett der Sieg.

Die Unterquerung der Sieg, auf einer Länge von etwa 50 Metern, erfolgte in zwei Phasen: In einem ersten Schritt wurden die Baugruben von Norden und Süden unmittelbar bis an das Flussbett geführt. Zu ihrer Absicherung wurden wasserundurchlässige Spundwände errichtet. Nach der Fertigstellung von vier Tunnelblöcken nördlich der Sieg wurde dieser Abschnitt mittels Querschotts abgedichtet, die Baugrube wiederverfüllt und die Sieg über diesen Abschnitt umgeleitet. Das ursprüngliche Flussbett wurde anschließend durch die Aufschüttung einer Arbeitsebene eingeengt. Im Anschluss wurden ebenfalls Spundwände errichtet und die Baugrube ausgehoben. Nach Fertigstellung der Röhre im Querungsbereich wurde das Flussbett der Sieg in seiner ursprünglichen Form wiederhergestellt. Die Oberkante des Verbaus wurde für die maximale Flusshöhe der Sieg in den letzten zehn Jahren zuzüglich einer Sicherheitsreserve von 50 cm erstellt.
Der provisorische Flusslauf wurde von Fachleuten dem natürlichen Strömungsverhalten der Sieg nachempfunden und den vorkommenden Tier- und Pflanzenarten angepasst.

#### Bergmännischer Abschnitt
Als schwierigster Abschnitt des Tunnels gilt der bergmännisch vorgetriebene Abschnitt unter der A 560 und dem Gemeindezentrum (Bau-Km 27,220 bis 27,590). In einem ersten Schritt wurde hier ein Pilotstollen von 2,8 m Durchmesser oberhalb der zukünftigen Tunnelröhre vorgepresst, wobei im Querungsbereich mit dem Staukanal DN 2200 eine offene Bauweise erforderlich war.
Ursprünglich war geplant, die A 560 mit einer mehrere Meter starken Deckelvereisung bergmännisch zu unterfahren. Auf dieses Verfahren konnte, nach Abstimmung der Beteiligten, verzichtet werden. Stattdessen kam eine weniger aufwändige Deckelbauweise zum Einsatz. Während der Errichtung des Deckels wurde je eine Fahrbahn der vierstreifigen Autobahn auf die jeweils andere Seite umgelegt. Nach Wiederherstellung beider Fahrbahnen und einem Voraushub von etwa drei Meter Höhe, wurde der Tunnelquerschnitt vollständig ausgehoben.
Im folgenden Abschnitt (150 m), unterhalb des Gemeindezentrums und der Kirche, kam ein bergmännischer Vortrieb unter Druckluft zur Anwendung. Ein Überdruck von 0,8 bis 0,9 bar wurde von einer Teilabsenkung des Grundwassers mittels Vakuumtiefbrunnen begleitet. Über den Pilotstollen und weitere Großbrunnen, die auf dem Vorplatz der Kirche hergestellt worden waren, konnte keine ausreichende Entwässerung für den geplanten, konventionellen Vortrieb von Nord und Süd erreicht werden. Abdichtungsmethoden, beispielsweise HDI-Verfahren oder Vereisungsschirme, schieden aufgrund ungünstiger Randbedingungen aus. Der Druckluftvortrieb erfolgte, ausschließlich von Süden, zwischen November 1999 und März 2000.
Im nächsten Abschnitt (220 m), in dem u. a. das Gemeindezentrum und der Friedhof unterfahren wird, kam ein bergmännischer Vortrieb mit Grundwasserabsenkung über den Pilotstollen zur Anwendung. Stellenweise wurden Injektionen vorgenommen, um Setzungen zu vermeiden.
Nach dem Tunnelbau festgestellte Risse an der Pfarrkirche St. Martinus wurden den Untergrundarbeiten zugeschrieben. Ebenfalls beschädigt wurde das Grab des Sankt Augustiner Ehrenbürgers Andreas Schmitz, aus dem Bohrflüssigkeit nach oben schoss, die sich auf 20 weitere Gräber verteilte. Schmitz hatte sich jahrelang als Kirchenvorstands-Vize aus Angst vor einer Störung der Totenruhe gegen den Tunnelbau eingesetzt.

### Inbetriebnahme
Vor Inbetriebnahme der Neubaustrecke fand am 24. Mai 2002 im Tunnel eine groß angelegte Rettungsübung mit rund 600 Rettungskräften und 290 „Fahrgästen“ statt. Es war eine von fünf Großschadensübungen zur Zulassung der Neubaustrecke.
Im Rahmen der ökologischen Ausgleichsmaßnahmen für den Bau der Neubaustrecke Köln–Rhein/Main wurde die Siegaue auf einer Fläche von 55 Hektar renaturiert. Diese Maßnahmen fanden im Bereich von Agger und Mühlengraben sowie im Siegbogen zwischen Deichhaus und Niederpleis statt.

## Sicherheitskonzept
An beiden Portalen wurden Rettungsplätze und Notausstiege platziert.
Der Tunnel verfügt darüber hinaus über zwei Notausgänge bei 50° 46′ 15,5″ N, 7° 13′ 17,6″ O und 50° 46′ 32,5″ N, 7° 13′ 11,5″ O, die über Treppenschächte zu Rettungsplätzen ins Freie führen.

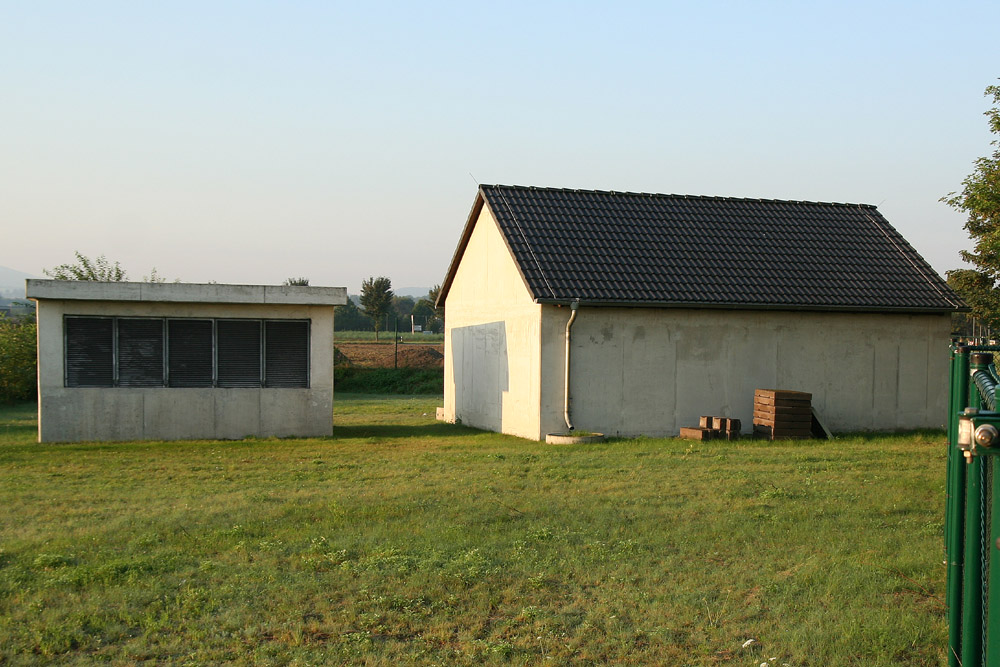
Der nördliche Notausgang (rechts) mit einem Belüftungsschacht (links)
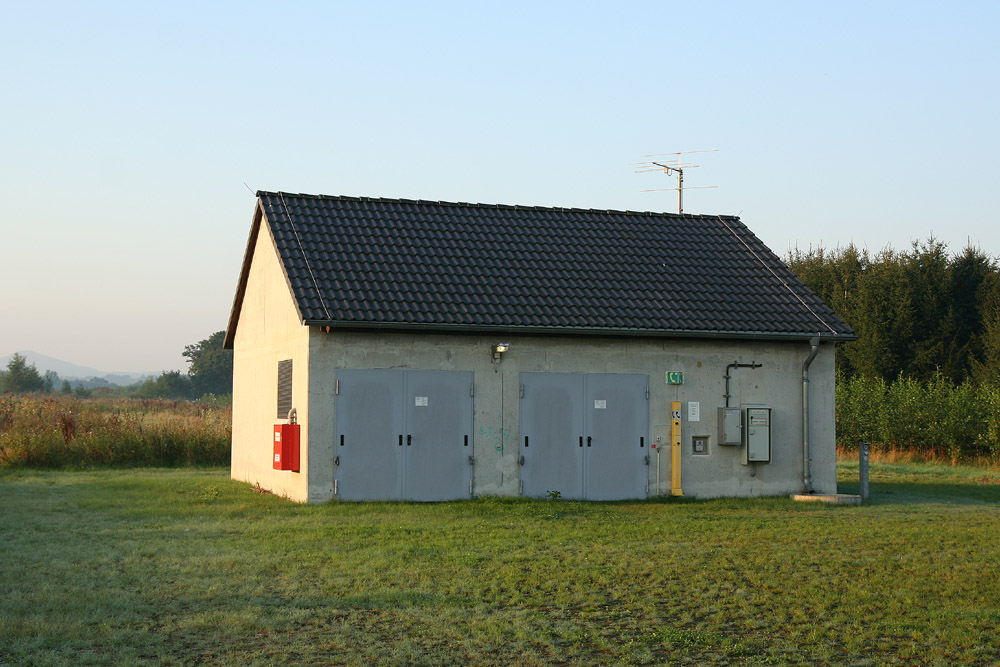
Der südliche Notausgang